# Lohuec
Lohuec (bret. Lohueg) ist eine französische Gemeinde mit 246 Einwohnern (Stand 1. Januar 2022) im Département Côtes-d’Armor in der Region Bretagne. Die Bewohner werden Lohuécois und Lohuécoises genannt.
Lohuec ist abgeleitet vom bretonischen Wort lok, heiliger Ort, und Saint-Juek, Saint-Judoce oder Saint-Judec. Es gab verschiedene Schreibweisen für den Namen des bretonischen Heiligen Jodokus (7. Jahrhundert).

## Bevölkerungsentwicklung
| Jahr                       | 1962 | 1968 | 1975 | 1982 | 1990 | 1999 | 2007 | 2016 |
| Einwohner                  | 568  | 493  | 453  | 372  | 298  | 259  | 274  | 262  |
| Quellen: Cassini und INSEE |      |      |      |      |      |      |      |      |

## Baudenkmäler
Siehe: Liste der Monuments historiques in Lohuec